# Покришень Анатолій Митрофанович
Анатолій Митрофанович Покришень (нар. 2 березня 1949, м. Конотоп, Сумської області, Української РСР) — український письменник, поет, есеїст, драматург та кіносценарист.

## Життєпис
Анатолій Покришень народився 1949 року в м. Конотопі на Сумщині. У 1956 року розпочав навчання в трудовій політехнічній середній школі № 2 міста Конотопа, яку закінчив у 1966 році. Відразу ж вступив до Кролевецького училища художньо-декоративного ткацтва. Після його закінченню в 1968 році був призваний до лав Збройних сил СРСР. У 1972 році закінчив Московське військове училище Цивільної оборони СРСР і Вищі центральні офіцерські курси Цивільної оборони СРСР (ВЦОК ЦО) 1981—1982 рр. До 1994 року проходив службу у Туркестанському військовому окрузі в м. Чирчик (нині — Узбекистан) та м. Геок-Тюпе (нині — Туркменістан), Середньоазійському військовому окрузі — м. Куляб та м. Курган-Тюбе в нинішньому Таджикистані. За час служби, окрім відомчих медалей, за високі показники у бойовій підготовці, має нагороди «За військову доблесть» та «Почесний знак цівільної оборони СРСР». На його рахунку десять впровадених раціоналізаторських пропозицій, які увійшли до рейтингу кращих за оцінкою ефективності роботи системи ЦО Таджикистану.
За часів незалежності України повернувся на батьківщину та служив у м. Чернігові в складі Київського військового округу. Після закінчення військової служби Анатолій Покришень у званні підполковника продовжив свій профіль, три роки пропрацювавши у штабі Цивільної оборони Чернігівської області.
У 1997 році змінив профіль діяльності та перейшов до Чернігівського філармонійного центру фестивалів та концертних програм. Спочатку — артистом вищої категорії, а згодом був призначений завідувачем художньо-постановочної частини філармонійного центру. Полишив трудову діяльність у 2019 році. Нині проживає в місті Чернігові з дружиною Робією.

## Творчість
Анатолій Покришень є автором великої кількості театральних сценаріїв, філармонійних музично-фольклорних постановок, головним чином історичної тематики. Зокрема, за драматургічним твором літератора «Балада про Крути» в однойменній виставі Чернігівського обласного академічного українського музично-драматичного театру імені Т. Г. Шевченка 28 січня 2018 року, а наступного дня — на сцені Національного академічного драматичного театру імені Івана Франка. У січні 2021 року артисти Чернігівського обласного центру фестивалів та концертних програм та чоловічий склад капели бандуристів імені Остапа Вересая виконали композицію «Ой ви, Крути…» на вірші Анатолія Покришня до Дня пам'яті Героїв Крут.
Багато його текстів пісень виконуються на професійних сценах України.
У 2017 році відбулася вистава «Голодомор. Свіча пам'яті» на сцені Чернігівського обласного академічного українського музично-драматичного театру імені Т. Г. Шевченка. За п'єсою «Беатріче Коцюбинського», режисером Євгеній Сидоренко було знято фільм «Таємниця». Прем'єрний показ відбувся у травні 2019 року у Чернігові.
2020 року результати творчості митця були визнані званням академіка Міжнародної літературно-мистецької академії України.
Театральні сценарії«Різдвяна містерія», «Конотоп 1659. Коли небо впало на землю», «Балада про Крути», «Між двома дощами», «Свіча пам'яті», «Мазепа. Посріблене кохання», «Кенар. Леонід Глібов», «Тарасова рапсодія», «Кулішевий первоцвіт», «Беатріче Коцюбинського», «І ще раз про кохання», «Бульба фрі», «Муха Цокотуха».
Філармонійні музично-фольклорні постановки«Калета», «Ой, на Івана, ой, на Купала!», «Сорокоух»
Хорові пісні«Ода Чернігову», «Древній Спас», «Золоті жупани», «Білі лебеді», «Привітальна», «Ой, ти, Десно», «Крути», «Голодомор», «Дужий вітер», «Повстанська прощальна», «Моє село», «Пісня про Городню», «Рідна вулиця», «Весни юності», «Снігурі», «Два бантики», «Сивий птах», «Як почав парубкувати»,  «Калина» та інші.

### Публікації
- Покришень Анатолій Митрофанович. На любові настояні дні [Текст]: [зб. віршів]. Київ: Інтерсервіс, 2018. — 185 с. — ISBN 978-617-696-766-8
- Покришень Анатолий Митрофанович. Я хочу вам рассказать [Текст]: корот. истории о Совет. Армии с «человеч. лицом». Київ: Інтерсервіс 2017. — 218 с. : цв. ил. — ISBN 978-617-696-558-9
- Покришень Анатолій Митрофанович. Вірші, що написані серцем [Текст]. Київ: Інтерсервіс, 2015. — 154, [1] с. — ISBN 978-617-696-325-7
- Анатолий Покришень. Сказки для взрослых от дедули Анатолия [Текст]. Киев: Інтерсервіс, 2015. — 120 с. — ISBN 978-617-696-293-9
- Покришень Анатолій Митрофанович. ВождиLение [Текст]. ХрущеVерть. Кремль-брюле. Чернігів: Лозовий В. М. [вид.], 2013. — 430 с. — ISBN 978-966-2765-64-9
- Від неба до землі [Текст]: антол. п'єс за бібл. сюжетами / [Д. Березіна та ін.] ; упоряд. Ярослав Верещак. — Київ: Фенікс, 2018. — 446, [1] с. — ISBN 978-966-136-588-8
- Світло з небес [Текст] / авт. сценарію Анатолій Покришень ; композитор Іван Зажитько. Київ: Інтерсервіс, 2019. — 190 с. : ноти. — ISBN 978-617-696-974-7
- ЧАСО&ПРОСТІР. Антологія сучасної української історичної драми: збірка п'єс / упоряд. Надія Мірошниченко. — Київ: Саміт-книга, 2020. — 512 с.
- Літературні обличчя на тлі історії Чернігівщини [Текст] /  Анатолій Покришень . Одеса: Видавничий дім Гельветика, 2021. — 223 с.  — ISBN 978-966-992-597-8
- Покришень Анатолій Митрофанович. Сміхожар [Текст]: Сценарії за мотивами творів Василя Гоголя і Григорія Квітки-Основ'яненка. Одеса: Видавничий дім "Гельветика", 2024. — 156с. — ISBN 978-617-554-284-2
- Покришень Анатолій Митрофанович Елегія про дощі, підсніжники і війну  [Текст] /  Анатолій Покришень . Одеса: Видавничий дім Гельветика, 2024. — 141 с.  — ISBN 978-617-554-406-8
- Покришень Анатолій Митрофанович Відлуння часів  [Текст] /  Анатолій Покришень . Одеса: Видавничий дім Гельветика, 2025. — 158 с.  — ISBN 978-617-554-526-3

## Нагороди та звання
- Член Національної спілки письменників України (2023),
- Член Національної спілки журналістів України (2015),
- Академік Міжнародної літературно-мистецької академії України (2020),
- Лауреат міжнародної літературно-мистецької премії імені Пантелеймона Куліша (2021) за п'єсу про життя Пантелеймона Куліша «Кулішевий первоцвіт»[7],
- Нагороджений міжнародною патріотичною медаллю Івана Мазепи за п'єсу «Мазепа. Посріблене кохання» (2022),
- Дипломант літературного Міжнародного конкурсу „Коронація слова 2020“» у номінації «Кіносценарії» (2020),
- Диплом І премія Міжнародного літературного  конкурсу „Коронація Слова“ у номінації «П'єси» твір "Мазепа. Посріблене кохання" (2022),
- Лауреат міжнародної премії «Тріумф» імені Миколи Гоголя за відродження самобутніх звичаїв і традицій українського народу, інноваційну діяльність у створенні репертуару, популяризацію фольклористики рідного краю (2014),
- Лауреат міжнародної премії «Сад Божественних пісень» імені Григорія Сковороди (2017),
- Лауреат всеукраїнської премії імені Богдана Хмельницького за краще висвітлення військової тематики у творах літератури та мистецтва України за виставу «Балада про Крути» в номінації «Твори театрального мистецтва військової тематики» (2019)[8][9],
- Лауреат всеукраїнського літературного конкурсу «Українська революція 1917—1921 років» за п'єсу «Балада про Крути» (2017) у номінації «Драматургія» (2018)[10][11],
- Лауреат Чернігівської обласної премії імені Леоніда Глібова (2017).

## Родина
Дружина: Покришень Робія Хамидівна (нар. 7 березня 1953).
Діти: Мстислав (нар. 1973), Катерина (нар. 1979), Дмитро (нар. 1982), Софія (нар. 1989).